# Cabotegravir
Cabotegravir é um fármaco de profilaxia pré-exposição (PrEP) injetável para prevenção de infecção pelo HIV, desenvolvida pelos laboratórios ViiV Healthcare. Pertence à classe dos inibidores de integrase. Tem como vantagem ser uma droga de longa duração, que combinada com outros antirretrovirais, é injetável e tem como benefício evitar os comprimidos diários de tratamento da Aids, facilitando a adesão ao tratamento.Foi aprovado em 2023 para uso de profilaxia pré-exposição (PrEP) no Brasil. Seu nome comercial é Apretude. No Brasil é comercializado pelo laboratório GlaxoSmithKline.

## Efeitos adversos
Os efeitos secundários mais frequentes da terapêutica injetável são reações no local da injeção (em até 84% dos pacientes), tais como dor e inchaço, bem como dor de cabeça (até 12%) e febre ou sensação de calor (em 10%). Para os comprimidos, dor de cabeça e sensação de calor foram um pouco menos frequentes. Efeitos colaterais menos comuns (menos de 10%) para ambas as formulações são transtornos depressivos, insônia e erupções cutâneas.

## Pesquisa

### Profilaxia pré-exposição
Em 2020, foram divulgados resultados de estudos mostrando sucesso no uso do cabotegravir injetável para profilaxia pré-exposição de longa duração (PrEP) com eficácia maior do que a combinação emtricitabina/tenofovir (Truvada) amplamente utilizada para PrEP na época.
A segurança e a eficácia do cabotegravir para reduzir o risco de adquirir o HIV foram avaliadas em dois ensaios clínicos randomizados e duplo-cegos que compararam o cabotegravir com emtricitabina/tenofovir, um medicamento oral uma vez ao dia para a PrEP do HIV. O ensaio 1 incluiu homens não infectados pelo HIV e mulheres transgênero que fazem sexo com homens e têm comportamento de alto risco para a infecção pelo HIV.  O ensaio 2 incluiu mulheres cisgênero não infectadas em risco de adquirir HIV.
No Ensaio 1, 4.566 homens cisgênero e mulheres transgênero que fazem sexo com homens receberam cabotegravir ou emtricitabina/tenofovir.  O ensaio mediu a taxa de infecções por HIV entre os participantes do ensaio que tomam cabotegravir diariamente seguido por injeções de cabotegravir a cada dois meses em comparação com a emtricitabina oral diária/tenofovir.  O ensaio mostrou que os participantes que tomaram cabotegravir tiveram 69% menos risco de se infectar com HIV quando comparados aos participantes que tomaram emtricitabina/tenofovir
No Ensaio 2, 3.224 mulheres cisgênero receberam cabotegravir ou emtricitabina/tenofovir.  O ensaio mediu a taxa de infecções por HIV em participantes que tomaram cabotegravir oral e injeções de cabotegravir em comparação com aqueles que tomaram emtricitabina/tenofovir por via oral.  O ensaio mostrou que os participantes que tomaram cabotegravir tiveram 90% menos risco de se infectar com o HIV quando comparados aos participantes que tomaram emtricitabina/tenofovir